# Cauberg
Il Cauberg è una collina, situata nel villaggio di Vilt, facente parte del comune di Valkenburg aan de Geul nei Paesi Bassi, a quota 141 metri sul livello del mare.
È particolarmente nota nell'ambiente del ciclismo per essere la salita finale, e spesso decisiva, dell'Amstel Gold Race, una delle più prestigiose classiche del circuito internazionale. Nel 2006 è stato inoltre affrontato nella terza tappa del Tour de France, vinta da Matthias Kessler, nella Vuelta a España 2009, come pure nei Campionati del mondo di ciclismo su strada 1979 e nei Campionati del mondo di ciclismo su strada 2012.
L'ascesa è lunga, secondo diverse interpretazioni, da 800 a 1500 metri, la pendenza media oscilla tra il 5% e l'8% mentre la massima fra il 10% e il 12%. Il dislivello della salita è di 70 metri.
Nel 1956, sulle rampe del Cauberg, si è verificato un grave incidente stradale che ha coinvolto un pullman: 19 persone morirono nell'occasione.